# Безово
Безово (мкд. Безово) је насеље у Северној Македонији, у западном делу државе. Безово припада општини Струга.

## Географија
Насеље Безово је смештено у крајње западном делу Северне Македоније, близу државне границе са Албанијом (7 km западно од насеља). Од најближег града, Струге, насеље је удаљено 25 km северно.
Безово се налази у историјској области Дримкол, која обухвата горњи ток Црног Дрима. Насеље је смештено на североисточним падинама планине Јабланица. Источно се тло спушта у клисуру Црног Дрима. Надморска висина насеља је приближно 810 метара.
Клима у насељу је планинска.

## Историја
Крајем 19. века, село је било део Дебарске казе у Османском царству.
Ту је крајем 1898. године решено школско питање, отварањем заједничке српске народне школе у суседном месту Нерези. Дотададашња бугарска школа постала је српска, царском дозволом. Кмет безовски био је тада Мијаило Цветановић.

## Становништво
Према подацима из 1873. године, село је имало 40 домаћинстава и 118 мушкараца.
Према статистици Бугарина, Васила Канчова ("Македонија. Етнографија и статистика") из 1900. године, у ово село је живело 890 становника, све Македонци.
Према митрополиту Поликарпу Теологидису 1904. године у Безову је било 20 српских кућа. Према секретару бугарског егзархија Димитриву Мишеву ("Македонија и њено хришћанско становништво"), 1905. године у ово село је живело 192 Македонаца, егзархиста.
Безово је према последњем попису из 2002. године имало 54 становника.
Претежно становништво у насељу су етнички Македонци (98%).
Већинска вероисповест је православље.
Преглед становништва у свим пописним годинама од 1900. до данас:
| Година       | 1900 | 1905 | 1948 | 1953 | 1961 | 1971 | 1981 | 1991 | 1994 | 2002 |
| ------------ | ---- | ---- | ---- | ---- | ---- | ---- | ---- | ---- | ---- | ---- |
| Становништво | 180  | 192  | 165  | 185  | 179  | 199  | 142  | 80   | 67   | 54   |